# Fédération internationale des comptables
Ne doit pas être confondu avec Institut de formation, d'animation et de conseil.
 (août 2018).
Si vous disposez d'ouvrages ou d'articles de référence ou si vous connaissez des sites web de qualité traitant du thème abordé ici, merci de compléter l'article en donnant les références utiles à sa vérifiabilité et en les liant à la section « Notes et références ».
La Fédération internationale des comptables (International Federation of Accountants, IFAC) est la fédération globale de la profession comptable. Fondé en 1977, l'IFAC a 173 institutions membres et associées dans 129 pays, représentant plus de 2,5 millions de comptables employés dans les services, l'industrie et le commerce, la comptabilité publique et l'enseignement[réf. nécessaire].
À travers ses organes indépendantes d'édiction de standards, l'IFAC publie des standards internationaux sur l'éthique, l'audit, l'assurance, l'éducation et la comptabilité du secteur public. Il publie aussi des conseils pour encourager la qualité dans les services des professionnels comptables. 
Pour garantir que les activités de l'IFAC et des organes indépendant supportés par l'IFAC prennent en compte l'intérêt public, le Public Interest Oversight Board (PIOB) a été établi en février 2005. Le propos du PIOB est de garantir que les standards d'éthique, d'éducation, d'audit et assurance pour la profession comptable sont générés d'une manière transparente et reflètent l'intérêt public[source insuffisante].
René Ricol en est le président de 2002 à 2004.

## Origine de l'IFAC
La création d'une organisation internationale de comptabilité  remonte à 1951 avec l'Union européenne des experts-comptables, économiques et financiers (UEC), la volonté principale était de promouvoir l'harmonisation des professions comptables en Europe. L'UEC évolue en créant le Groupe d'études des experts-comptables de la CEE en 1961 ; ce groupe s'intéresse surtout aux professions comptables des États membres de la CEE. En 1963, l'arrivée des organisations professionnelles du Royaume-Uni, de l'Irlande, des Pays-Bas et des pays nordiques conduit l'UEC à se transformer ; en 1987, l'organisme devient la Fédération des experts-comptables européens (FEE)[réf. nécessaire].
L'IFAC a été créée officiellement au Congrès international de comptabilité de Munich en 1977. L'IFAC avait été précédée par l'International Coordination Committee for Accountancy, créé à la suite du Congrès international de Sydney en 1972[réf. nécessaire].
Parallèlement aux travaux de fondation de l'IFAC, l'IASC (International Accounting Standards Committee) fut créé à Londres, en 1973, par neuf grands pays industrialisés dont la France. L'IASC (aujourd'hui devenu IASB) est une organisation indépendante de l'IFAC[réf. nécessaire].